# Aciotis wurdackiana
Aciotis wurdackiana är en tvåhjärtbladig växtart som beskrevs av Freire-fierro. Aciotis wurdackiana ingår i släktet Aciotis och familjen Melastomataceae. Inga underarter finns listade i Catalogue of Life.